# She Wasn't Hungry, But...
She Wasn't Hungry, But... è un cortometraggio muto del 1919 diretto da Wallace Beery e interpretato da Victoria Forde.

## Produzione
Il film fu prodotto dalla Nestor Film Company.

## Distribuzione
Distribuito dall'Universal Film Manufacturing Company, il film - un cortometraggio di una bobina - uscì nelle sale cinematografiche statunitensi il 6 gennaio 1919.